# Charlie Mulgrew
Charles Patrick "Charlie" Mulgrew (Glasgow, 6 maart 1986) is een Schots voormalig voetballer die doorgaans speelde als linksback. Tussen 2002 en 2023 was hij actief voor Celtic, Dundee United, Wolverhampton Wanderers, Southend United, Aberdeen, opnieuw Celtic, Blackburn Rovers, Wigan Athletic, Fleetwood Town en opnieuw Dundee United. Mulgrew maakte in 2012 zijn debuut in het Schots voetbalelftal en kwam uiteindelijk tot vierenveertig interlandoptredens.

## Clubcarrière
Mulgrew is afkomstig uit de jeugdopleiding van Celtic, maar in eerste instantie kwam hij niet in actie voor de club, waardoor hij verhuurd werd aan Dundee United. In 2006 verkaste de verdediger naar Wolverhampton Wanderers. Bij de Engelse club, die hem ook nog even op huurbasis stalde bij Southend United, kwam hij in zes competitiewedstrijden in actie. In 2008 keerde Mulgrew terug naar zijn vaderland Schotland, waar hij voor Aberdeen ging spelen. Na 72 wedstrijden in het shirt van die club kocht zijn oud-werkgever Celtic hem terug. Op 14 augustus 2010 speelde hij zijn eerste wedstrijd in dienst van Celtic. Mulgrew werd een vaste waarde in het basiselftal van Celtic, met name in de seizoenen 2011/12 en 2012/13, toen hij tweemaal dertig wedstrijden in de Scottish Premiership speelde. Sinds zijn tweede seizoen (2011/12) werd Mulgrew met Celtic viermaal op rij Schots landskampioen. Ook won hij met Celtic tweemaal de Scottish Cup en in het seizoen 2014/15 de League Cup. Op 29 augustus 2015, aan het begin van zijn zesde seizoen bij de club, maakte Mulgrew in de thuiswedstrijd tegen St. Johnstone (3–1 winst) zijn twintigste competitiedoelpunt.
In de zomer van 2016 maakte de verdediger de overstap naar Blackburn Rovers, waar hij zijn handtekening zette onder een verbintenis voor de duur van drie seizoenen. Met Blackburn degradeerde Mulgrew naar de League One, maar binnen één jaar keerde de club terug op het tweede niveau. De Schotse verdediger tekende in november 2018 een hernieuwd contract, tot medio 2021. Medio 2019 werd Mulgrew voor één seizoen verhuurd aan Wigan Athletic. Na een korte terugkeer bij Blackburn en daarna een verhuurperiode bij Fleetwood Town, verkaste Mulgrew medio 2021 transfervrij naar Dundee United. In januari 2023 werd het contract van de verdediger opengebroken en met een jaar verlengd, nadat hij twee maanden eerder naast speler ook veldtrainer van Dundee was geworden. In september 2023 besloot Mulgrew op zevenendertigjarige leeftijd een punt te zetten achter zijn actieve loopbaan.

## Interlandcarrière
Mulgrew maakte zijn debuut in het Schots voetbalelftal op 29 februari 2012. Op die dag werd een vriendschappelijke wedstrijd tegen Slovenië met 1–1 gelijkgespeeld. Hij begon in het basiselftal en speelde het gehele duel mee. Zijn eerste interlanddoelpunt maakte Mulgrew tegen Estland (1–0 winst) op 6 februari 2013. Ook in een oefenwedstrijd tegen Nigeria, dat zich voorbereidde op het wereldkampioenschap voetbal 2014, in mei 2014 was hij trefzeker. Na tien minuten speeltijd was Mulgrew de maker van het openingsdoelpunt (eindstand 2–2). Onder bondscoach Gordon Strachan groeide hij uit tot een vaste waarde in het nationaal elftal.
| Interlands van Charlie Mulgrew voor Schotland | Interlands van Charlie Mulgrew voor Schotland | Interlands van Charlie Mulgrew voor Schotland | Interlands van Charlie Mulgrew voor Schotland | Interlands van Charlie Mulgrew voor Schotland | Interlands van Charlie Mulgrew voor Schotland |
| №                                             | Datum                                         | Wedstrijd                                     | Uitslag                                       | Competitie                                    | Goals                                         |
| Als speler bij Celtic                         | Als speler bij Celtic                         | Als speler bij Celtic                         | Als speler bij Celtic                         | Als speler bij Celtic                         | Als speler bij Celtic                         |
| --------------------------------------------- | --------------------------------------------- | --------------------------------------------- | --------------------------------------------- | --------------------------------------------- | --------------------------------------------- |
| 1                                             | 29 februari 2012                              | Slovenië – Schotland                          | 1 – 1                                         | Vriendschappelijk                             |                                               |
| 2                                             | 26 mei 2012                                   | Verenigde Staten – Schotland                  | 5 – 1                                         | Vriendschappelijk                             |                                               |
| 3                                             | 15 augustus 2012                              | Schotland – Australië                         | 3 – 1                                         | Vriendschappelijk                             |                                               |
| 4                                             | 14 november 2012                              | Luxemburg – Schotland                         | 1 – 2                                         | Vriendschappelijk                             |                                               |
| 5                                             | 6 februari 2013                               | Schotland – Estland                           | 1 – 0                                         | Vriendschappelijk                             | 39'                                           |
| 6                                             | 22 maart 2013                                 | Schotland – Wales                             | 1 – 2                                         | WK 2014 kwalificatie                          |                                               |
| 7                                             | 14 augustus 2013                              | Engeland – Schotland                          | 3 – 2                                         | Vriendschappelijk                             |                                               |
| 8                                             | 6 september 2013                              | Schotland – België                            | 0 – 2                                         | WK 2014 kwalificatie                          |                                               |
| 9                                             | 10 september 2013                             | Macedonië – Schotland                         | 1 – 2                                         | WK 2014 kwalificatie                          |                                               |
| 10                                            | 15 oktober 2013                               | Schotland – Kroatië                           | 2 – 0                                         | WK 2014 kwalificatie                          |                                               |
| 11                                            | 15 november 2013                              | Schotland – Verenigde Staten                  | 0 – 0                                         | Vriendschappelijk                             |                                               |
| 12                                            | 5 maart 2014                                  | Polen – Schotland                             | 0 – 1                                         | Vriendschappelijk                             |                                               |
| 13                                            | 28 mei 2014                                   | Schotland – Nigeria                           | 2 – 2                                         | Vriendschappelijk                             | 10'                                           |
| 14                                            | 7 september 2014                              | Duitsland – Schotland                         | 2 – 1                                         | EK 2016 kwalificatie                          |                                               |
| 15                                            | 14 november 2014                              | Schotland – Ierland                           | 1 – 0                                         | EK 2016 kwalificatie                          |                                               |
| 16                                            | 18 november 2014                              | Schotland – Engeland                          | 1 – 3                                         | Vriendschappelijk                             |                                               |
| 17                                            | 5 juni 2015                                   | Schotland – Qatar                             | 1 – 0                                         | Vriendschappelijk                             |                                               |
| 18                                            | 13 juni 2015                                  | Ierland – Schotland                           | 1 – 1                                         | EK 2016 kwalificatie                          |                                               |
| 19                                            | 4 september 2015                              | Georgië – Schotland                           | 1 – 0                                         | EK 2016 kwalificatie                          |                                               |
| 20                                            | 7 september 2015                              | Schotland – Duitsland                         | 2 – 3                                         | EK 2016 kwalificatie                          |                                               |
| 21                                            | 24 maart 2016                                 | Tsjechië – Schotland                          | 0 – 1                                         | Vriendschappelijk                             |                                               |
| 22                                            | 29 maart 2016                                 | Schotland – Denemarken                        | 1 – 0                                         | Vriendschappelijk                             |                                               |
| 23                                            | 29 mei 2016                                   | Italië – Schotland                            | 1 – 0                                         | Vriendschappelijk                             |                                               |
| 24                                            | 4 juni 2016                                   | Frankrijk – Schotland                         | 3 – 0                                         | Vriendschappelijk                             |                                               |
| Als speler bij Blackburn Rovers               |                                               |                                               |                                               |                                               |                                               |
| 25                                            | 22 maart 2017                                 | Schotland – Canada                            | 1 – 1                                         | Vriendschappelijk                             |                                               |
| 26                                            | 26 maart 2017                                 | Schotland – Slovenië                          | 1 – 0                                         | WK 2018 kwalificatie                          |                                               |
| 27                                            | 10 juni 2017                                  | Schotland – Engeland                          | 2 – 2                                         | WK 2018 kwalificatie                          |                                               |
| 28                                            | 1 september 2017                              | Litouwen – Schotland                          | 0 – 3                                         | WK 2018 kwalificatie                          |                                               |
| 29                                            | 4 september 2017                              | Schotland – Malta                             | 2 – 0                                         | WK 2018 kwalificatie                          |                                               |
| 30                                            | 5 oktober 2017                                | Schotland – Slowakije                         | 1 – 0                                         | WK 2018 kwalificatie                          |                                               |
| 31                                            | 8 oktober 2017                                | Slovenië – Schotland                          | 2 – 2                                         | WK 2018 kwalificatie                          |                                               |
| 32                                            | 9 november 2017                               | Schotland – Nederland                         | 0 – 1                                         | Vriendschappelijk                             |                                               |
| 33                                            | 23 maart 2018                                 | Schotland – Costa Rica                        | 0 – 1                                         | Vriendschappelijk                             |                                               |
| 34                                            | 27 maart 2018                                 | Hongarije – Schotland                         | 0 – 1                                         | Vriendschappelijk                             |                                               |
| 35                                            | 29 mei 2018                                   | Peru – Schotland                              | 2 – 0                                         | Vriendschappelijk                             |                                               |
| 36                                            | 2 juni 2018                                   | Mexico – Schotland                            | 1 – 0                                         | Vriendschappelijk                             |                                               |
| 37                                            | 7 september 2018                              | Schotland – België                            | 0 – 4                                         | Vriendschappelijk                             |                                               |
| 38                                            | 10 september 2018                             | Schotland – Albanië                           | 2 – 0                                         | Nations League 2018/19                        |                                               |
| 39                                            | 11 oktober 2018                               | Israël – Schotland                            | 2 – 1                                         | Nations League 2018/19                        | 25' (pen.)                                    |
| 40                                            | 8 juni 2019                                   | Schotland – Cyprus                            | 2 – 1                                         | EK 2020 kwalificatie                          |                                               |
| 41                                            | 11 juni 2019                                  | België – Schotland                            | 3 – 0                                         | EK 2020 kwalificatie                          |                                               |
| Als speler bij Wigan Athletic                 |                                               |                                               |                                               |                                               |                                               |
| 42                                            | 6 september 2019                              | Schotland – Rusland                           | 1 – 2                                         | EK 2020 kwalificatie                          |                                               |
| 43                                            | 9 september 2019                              | Schotland – België                            | 0 – 4                                         | EK 2020 kwalificatie                          |                                               |
| 44                                            | 10 oktober 2019                               | Rusland – Schotland                           | 4 – 0                                         | EK 2020 kwalificatie                          |                                               |

## Erelijst
| Premiership         | 5 | 2011/12, 2012/13, 2013/14, 2014/15, 2015/16 |
| Scottish Cup        | 2 | 2010/11, 2012/13                            |
| Scottish League Cup | 1 | 2014/15                                     |